# Wiesiołyj (rejon bolszesołdatski)
Wiesiołyj (ros. Весёлый) – osiedle typu wiejskiego w zachodniej Rosji, w sielsowiecie lubostańskim rejonu bolszesołdatskiego w obwodzie kurskim.

## Geografia
Miejscowość położona jest w dorzeczu Sudży, 4 km od centrum administracyjnego sielsowietu lubostańskiego (Lubostań), 12,5 km od centrum administracyjnego rejonu (Bolszoje Sołdatskoje), 58,5 km od Kurska.

## Demografia
W 2010 r. miejscowość zamieszkiwały 24 osoby.